# 烏哈里鎮區 (北卡羅萊納州蒙哥馬利縣)
烏哈里鎮區（英語：Uwharrie Township）是位於美國北卡羅萊納州蒙哥馬利縣的一個鎮區。

## 地方資料
烏哈里鎮區的面積為103.86平方千米，皆為陸地。根據2020年美國人口普查的數據，當地共有人口1691人，而人口密度為每平方千米16.28人。